# Aylin Nouri
Aylin Nouri, tidigare Fazelian, född 13 januari 1992 i Kortedala församling i Göteborg, är en svensk politiker (socialdemokrat). Hon är ordinarie riksdagsledamot sedan 2018, invald för Västra Götalands läns västra valkrets. Sedan 2025 är hon Socialdemokraternas trafikpolitiska talesperson.

## Biografi
Nouri är uppvuxen i Sävedalen. Hon bor numera i Mölndal.
Hon har en masterexamen i Europastudier från Göteborgs universitet och arbetade tidigare vid Greenpeace' Göteborgskontor. Hon studerade en tid vid Fudanuniversitetet i Shanghai.

## Politisk karriär
Nouri valdes in i Sveriges riksdag i valet 2018. Dessförinnan var hon Socialdemokraternas gruppledare i Regionutvecklingsnämnden i Västra Götaland och satt i regionfullmäktige. Hon har också suttit med i SSU-distriktets styrelse.
I riksdagen har Nouri varit ledamot i utrikesutskottet 2018–2019, och därefter suppleant 2019–2022 och ledamot 2022–2025 i utbildningsutskottet. Hon har även varit suppleant i bland annat Nordiska rådets svenska delegation. Sedan mars 2025 är hon ledamot och gruppledare för Socialdemokraterna i trafikutskottet.
Hon är ordförande i Socialdemokraternas partidistriktet i Göteborgsområdet sedan 2019 och sitter sedan 2021 i Socialdemokraternas partistyrelse. Hon har tidigare suttit i S-kvinnors förbundsstyrelse som förbundets talesperson i internationella frågor.